# فوستر روكويل
فوستر روكويل (بالإنجليزية: Foster Rockwell)‏ هو لاعب كرة قدم أمريكية أمريكي، ولد في 15 أغسطس 1880 في فيرمونت في الولايات المتحدة، وتوفي في 26 يناير 1942 في فينيكس في الولايات المتحدة.